# 李思寅
李思寅（1528年—1576年），字子衷，號侗山，廣東潮州府海陽縣人，民籍，明朝政治人物。

## 生平
治春秋，嘉靖三十四年（1555年）乙卯科廣東鄉試第五十名舉人。嘉靖四十四年（1565年）中式乙丑科會試第三百五十名，三甲第二百六十四名進士。礼部观政，次年六月授建阳县知县，隆庆四年三月升授刑部主事，万历元年二月升员外，二年正月升郎中，四年卒。

## 家族
曾祖李大受，以長子李春芳貴封監察御史；祖父李春蕃，典膳；父李一莊，通判封郎中。母池氏，封宜人。兄李思忠（庠生）、弟李思哲、李思悦，南京户部郎中；李思惇、李思成（庠生）、李思振（举人、進士）、李思永。